# Secrets of the Sun
| Recensione     | Giudizio |
| -------------- | -------- |
| Allmusic (CD)  | [ 1 ]    |
| All About Jazz | [ 2 ]    |

Secrets of the Sun è un album discografico del 1965, inciso nel 1962 dal musicista jazz Sun Ra e dalla sua Solar Arkestra.

## Il disco
L'album è considerato uno dei più accessibili del periodo "Solar". Originariamente pubblicato su etichetta El Saturn Records nel 1965, il disco andò presto fuori catalogo e rimase introvabile per anni fino alla ristampa in formato compact disc da parte della Atavistic nel 2008.
(Troy Collins)

### Incremento della sperimentazione free-form
L'album è caratterizzato da una sperimentazione gioiosa. Solar Symbols, un duetto percussivo, utilizza tecniche di riverbero anticipatrici della musica ambient. Solar Differentials include una "voce spaziale" sperimentale:
(John F. Szwed)
Quando fu ristampato in CD, al disco fu aggiunta l'improvvisazione free jazz Flight to Mars, della durata di diciassette minuti.

### Registrazione
Registrato interamente al Choreographer's Workshop di New York nel 1962 con Tommy Hunter. Nella stessa sessione si presume che siano state prodotte alcune canzoni poi pubblicate negli album The Invisible Shield e What's New?, due dischi della Saturn pubblicati una decina di anni dopo.

## Tracce
- Tutti i brani sono opera di Sun Ra

Lato A
1. Friendly Galaxy
2. Solar Differentials
3. Space Aura

Lato B
1. Love in Outer Space
2. Reflects Motion
3. Solar Symbols

### Bonus track CD
1. Flight to Mars

## Formazione
- Sun Ra - Arpa, pianoforte, gong
- John Gilmore - Suoni di "uccelli spaziali", clarinetto basso, sax tenore, batteria, percussioni
- Art Jenkins - Voce spaziale
- Calvin Newborn - Chitarra, chitarra elettrica
- Marshall Allen - Flauto, sax alto, percussioni
- Pat Patrick - Flauto, sax baritono, bongo
- Eddie Gale - Tromba
- Al Evans - Flicorno soprano
- Ronnie Boykins - Contrabbasso
- Tommy Hunter - Batteria, effetti sonori
- C. Scoby Stroman - Batteria
- Jimmy Johnson - Percussioni